# Рудничная (шахта)
Шахта «Рудничная» — угледобывающее предприятие в п. Рудничный, города Кизела, Пермского края. Была пущена в эксплуатацию в январе 1939 году, в 1966 году была закрыта. Располагалась в центральной части Рудничного и в течение срока работы являлась основным предприятием посёлка. На протяжении всего времени эксплуатации входила в состав треста «Кизелуголь» Кизеловского угольного бассейна.
В 1944 году, в связи с ростом значимости предприятия посёлок, до этого именовавшийся Артемьевским, получил название по шахте: посёлок шахты «Рудничная» и статус посёлка городского типа.
В 1948 году с состав шахты "Рудничная" включены шахты № 3, 4 и 5. В октябре 1958 объединена с шахтой "9-я делянка", а в 1963 присоединена к "шахте имени Ленина".